# 朱朝瑛 (学者)
朱朝瑛（1605年—1670年），字美之，号康流，晚号罍庵。浙江海寧縣袁花人。明末清初学者。

## 生平
崇祯三年（1630年）庚午科浙江鄉試舉人，崇禎十三年（1640年）庚辰科进士，都察院观政，授旌德县知县，历官议制司主事。曾受教於黄道周，但持论与道周不同。明亡后不仕，專心注經。朱朝瑛在《读诗略记》首开以西学解《诗》，黄宗羲十分重視朱朝瑛的经学成就。康熙五年，黃宗羲偕陈确至朱朝瑛家討論《五经》，剧谈激夜。黃宗羲還以武王克商的年代，多次與朱朝瑛辯難。朱朝瑛死後，黃宗羲感歎道：“往數年，欲以一得之愚取證，而先生不可作矣!千年之役，固所願也!”著有《读诗略记》、《读春秋略记》、《读易略记》、《罍庵杂述》等。